# McHale

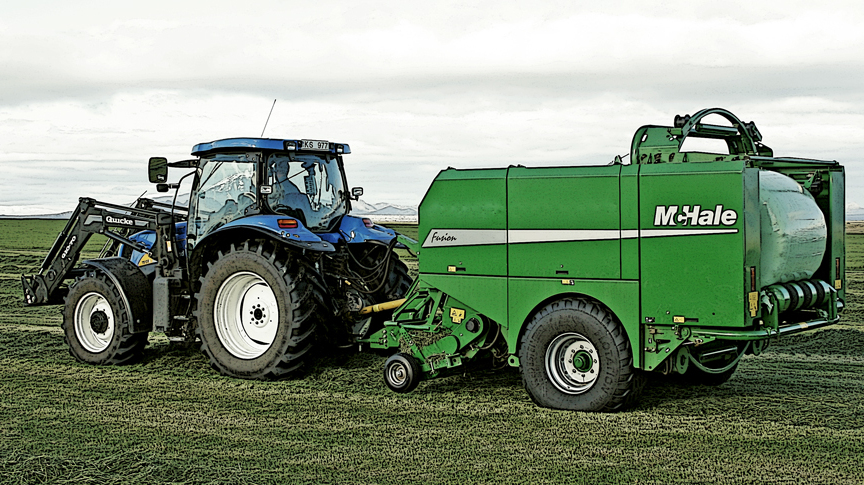
Prasoowijarka McHale Fusion

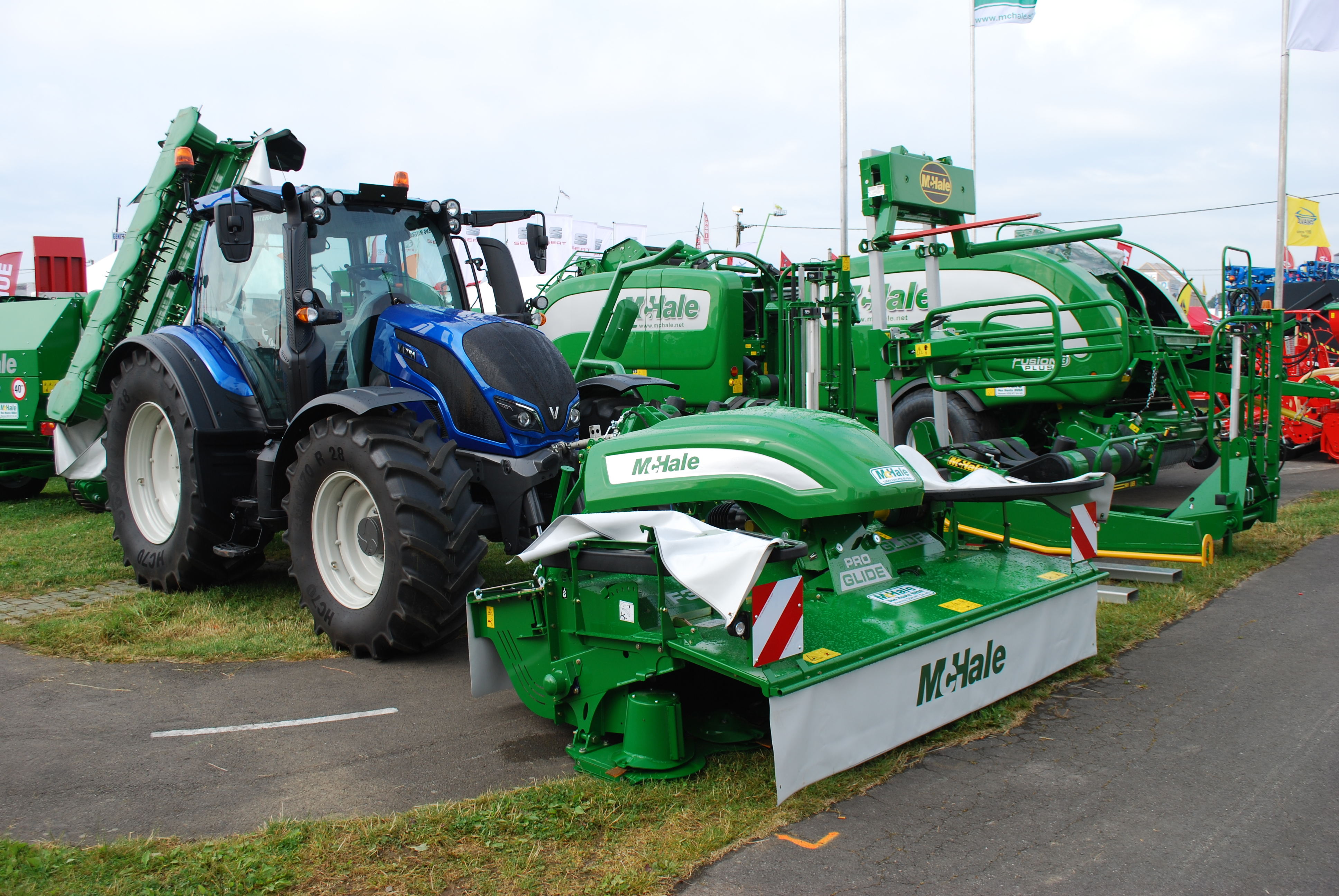
Kosiarka McHale Proglide

McHale – irlandzki producent maszyn rolniczych z siedzibą w Ballinrobe specjalizujący się w produkcji prasoowijarek, pras rolujących, owijarek, chwytaków do bel, przecinaków do bel. Posiada fabryki produkcyjne w Ballinrobe w Irlandii oraz w Szolnoku na Węgrzech.

## Historia
- 1988 r. - wyprodukowanie pierwszej owijarki samozaładowczej[2]
- 2002 r. - zaprezentowanie pierwszej prasoowijarki z opatentowanym przeniesieniem bel w historii firmy - McHale Fusion
- 2004 r. - zaprezentowanie pierwszej prasy stałokomorowej walcowej w historii firmy - McHale F550. McHale nabywa aktywa byłej państwowej firmy węgierskiej Mezőgép w mieście Szolnok.[3]
- 2009 r. - zaprezentowanie na Agritechnice prasy zmiennokomorowej McHale V660.
- 2015 r. - swoją premierę na Agritechnice miały kosiarki dyskowe McHale Pro Glide.[4]